# Daniel Kirchberger
Daniel Kirchberger (* 2000 in Berlin) ist ein deutscher Synchronsprecher.

## Karriere
Als Synchronsprecher leiht Kirchberger dem 12-jährigen Lincoln Loud aus der Serie Willkommen bei den Louds sowie Ibuki aus dem Anime Chaos Dragon seine Stimme. Er synchronisiert außerdem den Schauspieler Benjamin Flores, Jr. Kirchberger ist die deutsche Stimme von Kimihiko Kimizuka, einem der Hauptcharaktere der Anime-Fernsehserie The Detective Is Already Dead.

## Synchronisation

### Serien
- 2013: Der kleine Tiger Daniel – Rolle: Prinz Willi
- 2013–2015: Voll Vergeistert – Rolle: Louie Preston
- 2015–2019: Game Shakers – Jetzt geht’s App – Rolle: Triple G
- seit 2016: Willkommen bei den Louds – Rolle: Lincoln Loud
- 2017–2024: Boruto: Naruto Next Generations – Rolle: Boruto Uzumaki
- 2021: The Detective Is Already Dead – Rolle: Kimihiko Kimizuka

## Hörspiele (Auswahl)
- Die Teufelskicker – Rolle: Enes, Europa Verlag,
- Die drei ???, Dämon der Rache, Rolle: Luke, 2015